# Tereza Kožárová
Tereza Kožárová (* 18. Oktober 1991 in Děčín) ist eine tschechische Fußballspielerin und ehemalige A-Nationalspielerin.

## Karriere

### Vereine
Kožárová begann im Jahr 1997 für den in Březiny ansässigen Sportovní klub mit dem Fußballspielen. Im Jahr 2004 in die Jugendmannschaft des FK Teplice gelangt, spielte sie für diese bis zum Saisonende 2005/06.
Bereits im Alter von 15 Jahren gehörte sie der ersten Frauenfußballmannschaft von Sparta Prag an – bis zum Saisonende 2011/12.
Zum Stadt- und Ligarivalen Slavia Prag gewechselt, spielte sie für diesen von 2012 bis 2023 in der I. liga žen, die höchste Spielklasse im tschechischen Frauenfußball. Über ein Leihgeschäft war sie in der Rückrunde der Saison 2018/19 für Slovan Liberec aktiv. In der Saison 2023/24 kam sie ein zweites Mal für Sparta Prag in Punktspielen zum Einsatz; sie bestritt zwölf Punktspiele, in denen ihr 18 Tore gelangen, darunter sechs am 2. September 2023 (3. Spieltag) beim 12:0-Sieg im Heimspiel gegen Lokomotiva Horní Heršpice aus Brünn.
In der anschließenden Meisterrunde wurde sie in fünf von sechs Spielen eingesetzt. Ihr letztes Pflichtspiel bestritt sie somit am 22. Mai 2024 mit dem letzten Spiel der Meisterrunde beim 3:1-Sieg im Auswärtsspiel gegen Slovan Liberec; gesundheitliche Probleme erlaubten ihr nicht eine weitere Saison im Profifußball anzuhängen; somit endete ihre Profikarriere dort, wo sie einst begonnen hatte.
Seit der Saison 2024/25 ist sie für den FK Zlíchov (aus dem Prager Stadtteil Zlíchov) in der dritthöchsten Spielklasse aktiv.

### Nationalmannschaft
Kožárová debütierte als Nationalspielerin für den FAČR in der U17-Nationalmannschaft, die sich am 12. Februar 2007 in Senec im Freundschaftsspiel von der U17-Nationalmannschaft der Slowakei torlos trennte. Im zweiten Aufeinandertreffen ein Tag später in Brezová gelang ein 3:1-Sieg. Nach zwei Aufeinandertreffen mit der Schweizer U17-Nationalmannschaft (0:1 und 0:3 am 28. und 30. September in Lausanne und Rennes) wurde sie das erste Mal in zwei EM-Qualifikationsspielen berücksichtigt (1:1 vs. Spanien am 5. November 2007, 3:2 vs. Italien am 7. November 2007; jeweils in Madrid); zwei weitere folgten am 27. und 30. März 2008 (0:2 vs. Niederlande, 3:1 vs. Belgien) jeweils in Vyšehrad.
Vom 25. September 2008 bis zum 1. April 2010 bestritt sie zwölf Länderspiele für die U19-Nationalmannschaft, davon acht in der EM-Qualifikation und vier in Freundschaft. Ihr erstes Länderspieltor erzielte sie am 21. September 2009 in Kohila beim 2:1-Sieg über die U19-Nationalmannschaft Sloweniens mit dem Siegtreffer in der 75. Minute im zweiten Spiel der Gruppe 2 der ersten Qualifikationsrunde.
Für die A-Nationalmannschaft bestritt sie 39 Länderspiele, in denen ihr neun Tore gelangen; sie wurde durchgängig in den Spieljahren 2010 bis 2018 eingesetzt. Sie bestritt fünf EM- und 14 WM-Qualifikationsspiele, in denen sie fünf Tore erzielte, kam zweimal im Turnier um den Balaton-Cup und 12 Mal im Turnier um den Zypern-Cup zum Einsatz, in denen ihr drei Tore gelangen, und in sechs Freundschaftsspielen, in denen ihr ein Tor gelang (1:2 vs. Ungarn am 28. November 2010 in Lanžhot).
Ihr erstes WM-Qualifikationsspiel war zugleich ihr Debüt in der A-Nationalmannschaft und fand am 21. August 2010 in Prag bei der 0:1-Niederlage gegen die Nationalmannschaft Schwedens statt.
Ihr erstes EM-Qualifikationsspiel fand mit dem ersten Spiel der EM-Qualifikationsgruppe 7 beim 1:1-Unentschieden gegen die Nationalmannschaft Österreichs am 17. September 2011 in Vöcklabruck statt. Im vierten und siebten Gruppenspiel (5:2 vs. Portugal am 31. März und 0:1 vs. Dänemark am 20. Juni 2012) wurde sie ebenfalls eingesetzt.
Ihr erstes Freundschaftsspiel bestritt sie am 26. November 2010 beim 4:2-Sieg über die Nationalmannschaft Ungarns in Győr und erzielte in ihrem zweiten, am 28. November 2010 gegen eben jenen Gegner beim 2:1-Sieg in Lanžhot mit dem Treffer zur 1:0-Führung in der 57. Minute, ihr erstes A-Länderspieltor.
2015, 2017 und 2018 kam sie in jeweils vier Spielen um den Zypern-Cup zum Einsatz; bei ihrer letzten Teilnahme erzielte sie drei Tore (eins im ersten Spiel der Gruppe B und zwei im Spiel um Platz 9) und war damit beste Torschützin des Turniers – gemeinsam mit der Finnin Emmi Alanen und der Italienerin Cristiana Girelli.

## Erfolge
Nationalmannschaft
- Sechster Zypern-Cup 2015

Sparta Prag
- Tschechischer Meister 2007 – 2012
- Tschechischer Pokalsieger 2008 – 2012

Slavia Prag
- Tschechischer Meister 2014 – 2017, 2020, 2022, 2023
- Tschechischer Pokalsieger 2014, 2016, 2022, 2023[16]